# Hugo Díaz
Pour les articles homonymes, voir Diaz.
Hugo Díaz, né à San José, le 18 juin 1930 et mort le 17 juin 2001, est un caricaturiste costaricien.

## Biographie
Il a débuté comme dessinateur cartographique pour l'Institut géographique national du Costa Rica dans les années 1950. Il a collaboré ensuite avec le Semanario Universidad (journal de l'université du Costa Rica), ainsi qu'avec d'autres publications costariciennes et avec les groupes L'atelier du comic, La Zarigüeya et La Plume souriante.
Il a aussi illustré des livres tels que les Contes de ma tante Panchita de Carmen Lyra et Cocorí de Joaquín Gutiérrez.
Hugo Díaz est mort en 2001 à 70 ans, des suites d'un cancer de la moelle osseuse.

## Thèmes
L'œuvre de Díaz traite surtout de la critique de la société costaricienne, spécialement dans la vie quotidienne.
Díaz a aussi peint des nombreuses aquarelles, explorant des thématiques relatives au passé du Costa Rica.